# Знамя крови

Адольф Гитлер приветствует штурмовиков СА в 1935, позади Гитлера стоит штурмбаннфюрер СС Якоб Гриммингер со Знаменем крови

Знамя крови (Кровавое знамя, нем. Blutfahne, bluːtˈfaːnə) — флаг нацистской Германии со свастикой; использовался путчистами во время Пивного путча в Мюнхене. 9 ноября 1923 в ходе путча были застрелены несколько штурмовиков СА, и знамя было забрызгано кровью кого-то из них, в результате чего и получило своё название. После прихода НСДАП к власти стало одним из культовых атрибутов нацистской власти и использовалось во всех церемониях освящения флагов новых германских организаций.

## Пивной путч
Изначально знамя принадлежало 5-му отряду штурмовиков. В день путча его несли штурмовики, шагая по Одеонсплац. Когда мюнхенская полиция открыла огонь по национал-социалистам, знаменосец Генрих Трамбауэр был ранен и уронил знамя на землю. Находившийся прямо перед лежавшим знаменем Андреас Бауридль был убит на месте и рухнул на него, по утверждениям нацистов, запятнав его своей кровью. Что произошло далее, точно неизвестно: по одной, раненый Трамбауэр передал флаг другу, который спрятал его под пиджаком и потом отдал Карлу Эггерсу; по другой, он был конфискован властями Мюнхена, которые потом передали его Эггерсу. В 1930-е годы также существовала версия, что знаменосцем был сам Бауридль, но затем немецкие архивариусы установили, что это был именно Трамбауэр и что знамя не досталось полиции — его подобрал один из штурмовиков, а другие знамёна штурмовиков действительно были конфискованы полицией, которая позднее вернула их хозяевам. После освобождения из Ландсбергской тюрьмы Адольф Гитлер лично получил знамя из рук Эггерса.

## Внешний вид
Изначально знамя представляло собой обычный флаг, выглядевший как флаг нацистской Германии со свастикой. Получив флаг из рук Эггерса, Гитлер снабдил его новым флагштоком и крестоцветом, под которым было помещено серебряное кольцо, на котором были размещены имена 16 погибших участников путча. Знамя привязывалось к флагштоку красно-бело-чёрным шнуром.

## Культовый атрибут власти
В 1926 году на проходившем в Веймаре втором съезде НСДАП Гитлер пожаловал знамя рейхсфюреру СС Йозефу Берхтольду. Флаг стал культовым и священным атрибутом НСДАП, который на важных церемониях всегда выносил один знаменосец — Якоб Гриммингер. На ежегодных парадах НСДАП в Нюрнберге Гитлер, проезжая в автомобиле, держал в руках знамя и касался им других нацистских знамён, как бы освящая их, что вскоре стало официальной церемонией «Освящения знамён» (нем. Fahnenweihe). Постоянным местом пребывания знамени являлся «Коричневый дом» — штаб НСДАП в Мюнхене, которое охранял почётный караул СС. На полотнище знамени имелось отверстие, которое не зашивалось в течение долгих лет, и, которое, как утверждалось, появилось во время путча.

## Исчезновение
Последний раз Знамя крови было представлено общественности на параде фольксштурма 18 октября 1944 года и церемонии принятия присяги бойцами фольксштурма. В церемонии участвовали Генрих Гиммлер, Вильгельм Кейтель, Гейнц Гудериан, Мартин Борман, Карл Филер, Вильгельм Шепман и прочие представители военно-политического руководства нацистской Германии. Иногда ошибочно утверждается, что последний раз его выносили на похоронах гауляйтера Адольфа Вагнера, прошедших за полгода до этого мероприятия.
После этого знамя бесследно исчезло. Достоверно неизвестно, сохранилось оно или было уничтожено.